# Droga wojewódzka nr 696
Droga wojewódzka nr 696 (DW696) – droga wojewódzka w województwie mazowieckim. Droga przebiega przez 2 powiaty: węgrowski (gminy: Węgrów i Liw) oraz siedlecki (gminy: Mokobody, Suchożebry i Siedlce).

## Miejscowości leżące przy trasie DW696
- Węgrów
- Szaruty
- Skupie
- Mokobody
- Wola Suchożebrska
- Chodów